# Rio das Antas
Rio das Antas es un municipio brasileño del estado de Santa Catarina. Tiene una población estimada al 2022 de 6 253 habitantes. Pertenece a la Región metropolitana de Contestado.

## Toponimia
Rio das Antas, del portugués, que significa "Río de Tapires".

## Historia
La historia de Rio das Antas está directamente ligada a la Guerra del Contestado que tuvo lugar entre 1912 y 1916, que afectó gran parte del estado de Santa Catarina. Sin embargo, las primeras familias en establecerse en la localidad fue con la inuguración del Ferrocarril Sao Paulo - Rio Grande a principios del Siglo XX.
Se creó como distrito de Campos Novos en 1914, luego en 1937 fue subordinado a Caçador. Se emancipó el 21 de junio de 1958.